# Input lag
Input lag (задержка ввода) — это количество времени, которое проходит между отправкой электрического сигнала (путём использования различных периферийных устройство) и отображения того или иного действия на экране.
В видеоиграх этот термин часто используется для описания любой задержки между вводом и игровым движком, монитором или любой другой частью сигнальной цепочки, реагирующей на этот ввод, хотя все вклады в задержку ввода суммируются.

## Возможные причины задержки от нажатия кнопки до реакции игры
Ниже описаны возможные причины задержки ввода. Каждый шаг в процессе, каким бы маленьким он ни был, увеличивает общую задержку ввода, однако общий результат может быть незаметен, если вся задержка ввода достаточно мала.

### Контроллер посылает сигнал на консоль
Для проводных контроллеров эта задержка обычно незначительна. Для беспроводных контроллеров мнения относительно значимости этой задержки различаются. Некоторые люди утверждают, что замечают дополнительную задержку при использовании беспроводного контроллера, в то время как другие утверждают, что задержка в 4-8 миллисекунд незначительна.

### Консоль / ПК обрабатывает следующий кадр
Игровая консоль или компьютер посылают новый кадр, как только закончат необходимые вычисления для его создания. Количество кадров, отрисовываемых в секунду (в среднем), называется частотой кадров. На примере обычного монитора с частотой 60 Гц максимальная теоретическая частота кадров составляет 60 FPS (кадров в секунду), что означает, что минимальная теоретическая задержка ввода для всей системы составляет примерно 16,67 мс (1 кадр/60 FPS). Монитор обычно является узким местом для достижения теоретического максимума FPS, поскольку нет смысла рендерить больше кадров, чем может показать монитор. В ситуациях, когда нагрузка на ЦП, ГП, ОЗУ, шину и т. д. является узким местом, FPS может упасть ниже частоты обновления монитора.
Для вывода с аналогичной скоростью отдельные кадры не обязательно завершать в интервале обновления экрана. Игровые движки часто используют конвейерные архитектуры для параллельной обработки нескольких кадров, что позволяет более эффективно использовать компьютерное оборудование. Это увеличивает задержку ввода, особенно при низкой частоте кадров.

### Задержка отображения
Это задержка, вызванная телевизором или монитором (также называемая задержкой вывода). В дополнение к задержке, обусловленной временем отклика пикселей экрана, любая обработка изображения (например, масштабирование, сглаживание движения или сглаживание краев) занимает время и, следовательно, увеличивает задержку ввода. Задержка ввода менее 30 мс обычно считается незаметной для телевизора. После обработки кадра последним шагом является обновление пикселей для отображения правильного цвета для нового кадра. Время, необходимое для этого, называется временем отклика пикселя.

## Стандартное общее время отклика
Тестирование показало, что общее время задержки ввода (от ввода человека до видимого отклика), составляющее примерно 200 мс, отвлекает пользователя. Также выяснилось, что (без учета задержки дисплея монитора/телевизора) среднее время отклика составляет 133 мс, а в наиболее чувствительных играх (файтингах, шутерах от первого лица и музыкальных играх) время отклика составляет 67 мс (без учета задержки дисплея).